# 福建省八·二九革命造反总司令部
福建省八·二九革命造反总司令部，簡稱八·二九，是福州市、廈門市及其周边地区在无产阶级文化大革命期间形成的以福建省八·二九革命造反总司令部为主的一系列群众组织。創始人及負責人為廈門大學學生王雲集。其对立組織为東海前綫紅衛兵總部、福建省革命造反委员会。

## 歷史

### 厦门大学红卫兵独立团
1966年6月2日，廈門大學一些學生貼出大字報，指責校黨委壓制文化大革命。不久，福建省委向廈門大學派出文革工作組。工作組的强硬手段進一步激化了校内矛盾。1966年6月28日至8月4日，廈大一部分學生相繼以大字報、血書、上訪等形式抗議工作組。1966年8月23日，省委支持的厦门大学紅衛兵總部成立。1966年8月26日，一些反對省委的學生成立了厦门大学紅衛兵獨立團。

### 八·二九事件
1966年8月，厦门八中對於工作組問題發生分歧，分裂成兩派。8月24日，厦门八中、厦门大学及其他學校師生共300人要求省委就八中問題進行表態。8月27日，厦大獨立團37人揪鬥葉飛。8月29日，华侨大学、厦门大学、厦门八中、福建林学院、集美航海學院、南下串聯紅衛兵與福州市30多單位組織共1000餘人在西湖交際會集會，支持厦门八中揪鬥葉飛妻子，時任省教育廳廳長王于畊。要求叶飞接见。在抗議過程中與東海前綫紅衛兵總部發生衝突。
1966年9月8日，省航管局外海航海大队大队长洪乐、市劳动模范杨秀玉等9人于9月8日联名发出《給毛主席的急電》，指責南下紅衛兵自8月16日至9月5日期間在福州市挑動反革命暴亂。加深工人組織和八二九學生的對立。
1966年11月24日，八二九派與福州工人赤衛隊發生衝突。

### 一·二六事件
1967年1月，在上海一月風暴的影響下，华侨大学革命造反战斗兵团与厦门大学红卫兵獨立團、厦门八中、福建林学院等十幾個參加過八二九事件的組織，聯合組建了福建省八·二九革命造反总司令部。
1967年1月26日，军区按年度工作计划如期举办了学习毛主席著作积极分子代表大会，上午8时许，一支由南下造反派，福州地区造反派和军区卫生学校、军区文工团、福建前线广播电台等单位组成的200多名造反派，冲入大会现场。60多名福建医学院“东方红战团”的成员前往福州部队领导机关，要求韩先楚接见并回答有关福建文革的若干问题。八二九司令部貼出標語“谁把斗争矛头指向解放军就砸爛谁的狗头”，反對衝擊軍區的一·二六行動。“拥韩派”与“倒韩派”形成，福建省的两大对立群众组织派系形成。
1967年1月31日，福建軍區發佈《福建前綫部隊公告》，向衝擊軍區者發出嚴重警告。
1967年2月6日，八二九派對聲援一·二六事件的《福建日報》社進行奪權。
1967年2月7日，反對《公告》的組織衝擊八二九總部。時稱二·七事件。

### 福州武斗
1967年7月19日，八二九派在福州交際处拘留了7名革造会成員，引發七·二〇武鬥。導致交際处被大火焚毀。8月9日，八二九派與革造会派在华侨大厦爆发武斗。周恩来、陈伯达于8月9日與兩派代表會談，制止武鬥，
在中央的压力下，8月12日两派群众达成４項协议。

### 三結合
1968年2月2日，四·二〇派，八二九派，革造会派等107個福建群衆組織簽訂《關於收繳武器 制止武鬥》協議。
1968年8月19日，福建省革命委员会成立。八二九派的鄭火排、王雲集、莊志鵬擔任省革會副主任，張益飛等人任常委。

## 拓展閲讀
- 《周恩来江青陈伯达接见福建革命群众代表的讲话》，1967年4月30日
- 《中央（首长）对厦门文化大革命问题的指示汇编》，八·二九厦门大学红卫兵独立团《挺进》编委会编，1969年9月
- 《中央首长接见福州军区和福建省革造会代表的讲话》，周恩来、陈伯达、杨成武
- 《天仇》